# 威廉斯港 (堪薩斯州)
威廉斯港（英語：Port Williams）為位在美国堪薩斯州艾奇遜縣的非建制地區。

## 歷史
威廉斯港坐落於密蘇里太平洋鐵路附近。該地區或稱威廉港（Port William），於1856年設立了郵政局，直到1860年結束營運。